# گلوریا اوانجلینا آنزالدوا
گلوریا اوانجلینا آنزالدوا (انگلیسی: Gloria Evangelina Anzaldúa; زاده ۲۶ سپتامبر ۱۹۴۲ – درگذشته ۱۵ مهٔ ۲۰۰۴) مؤلف، شاعر، کنشگر مکزیکی آمریکایی بود. او نظریه‌پرداز نظریه فرهنگی شیکانا، نظریه فمینیستی و نظریه کوئر بود. او مشهورترین کتاب خود با نام «مناطق مرزی/ مرز: مزتیزای جدید» (Borderlands / La Frontera: The New Mestiza)، را براساس زندگی خود، که در مرز مکزیک و تگزاس رشد کرد، نوشت و تجاربش از یک عمر حاشیه‌نشینی اجتماعی و فرهنگی را در کار خود گنجاند. وی همچنین نظریه‌هایی در مورد فرهنگ‌های حاشیه‌ای، بین‌فرهنگی و ترکیبی ایجاد کرد که در مرزها توسعه می‌یابند.
وی همچنین برندهٔ جوایزی همچون جایزه کتاب آمریکا شده‌است.